# کامه‌تسوروهیمه
کامه‌تسوروهیمه (به ژاپنی: 亀鶴姫 かめつるひめ) (۱۶۳۰ – ۱۶۱۳ میلادی) دختر تاماهیمه (دختر توکوگاوا هیده‌تادا) و مائدا توشی‌تسونه بود و در اوایل دوره ادو در قرن شانزدهم میلادی در ژاپن زندگی می‌کرد. در سن هیجده سالگی به علت بیماری درگذشت.